# Vespres Sicilianes
|  | Aquest article tracta sobre la revolta del segle XIII. Si cerqueu l'òpera, vegeu «I vespri siciliani». |

|  | Aquest article tracta sobre la revolta del segle XIII. Si cerqueu les pintures, vegeu «Les Vespres Sicilianes (pintura)». |

Les Vespres Sicilianes foren un aixecament popular de l'illa de Sicília, amb l'ajut militar de Pere II el Gran de Catalunya-Aragó, contra el domini de Carles I d'Anjou, germà del rei de França, que tenia el control de l'illa amb el suport papal des de 1266 i que va durar de 1282 a 1287. Les Vespres Sicilianes apareixen referenciades en l'himne de la moderna República Italiana, Il Canto degli Italiani.

## Antecedents
Quan Manfred I de Sicília ocupà el tron del Regne de Sicília, el papa Climent IV l'excomunicà per ser fill il·legítim de l'emperador Frederic II; el regne esdevingué així un feu del papat. El 1262, Constança de Sicília, filla de Manfred, es casà amb Pere el Gran, comte de Barcelona i rei d'Aragó: aquesta situació d'acostament entre la dinastia Hohenstaufen i el casal de Barcelona –Constança era l'hereva de Manfred– provocà l'antipatia del papa francès, que buscà ajuda en Carles I d'Anjou, germà petit del seu aliat Lluís IX de França.
Les tropes de Carles d'Anjou entraren al Regne de Sicília i bateren Manfred I en la batalla de Benevent, en la que Manfred morí. Carles fou coronat rei de Sicília a Roma el 1266, establint la seva autoritat per la força després de la revolta gibel·lina de Conradí de Sicília el 1268. Buscant la supremacia al Mediterrani, Carles d'Anjou va aliar-se amb el destronat Balduí II de Courtenay de l'Imperi Romà d'Orient contra Miquel VIII Paleòleg i conquerí part de Morea el 1271 per coronar-se també rei d'Albània. Posteriorment, comprà el 1277 els drets com a rei de Jerusalem a Maria d'Antioquia. Amb l'assistència de l'estol de la República de Venècia preparà una croada per reconquerir Constantinoble el 1282.
Sota Carles d'Anjou, i posteriorment el seu fill Carles II, el nord del Regne es privilegià vers el sud: així, la capital fou traslladada de Palerm a Nàpols.

### Abusos dels francesos ocupants
La Sicília ocupada estava sotmesa a uns tributs abusius i un comportament de les tropes cruel i denigrant.
| « | «Coneguda sia a tots cells qui aquest scrit volran oir, com Carles, qui era senyor de Cecilia, feya quatre vegades lo any colta a les gents del regne de Cecilia; si que, al cap del any, los havia pres les quatre parts de ço que havien. E quant hi havia nul hom que no volgues pagar, havia hun seu balliu qui collia la colta, e aportava deu cadenes clavades al arço de tras la sella, e prenial, e metia li hu dels collars en lo coll, e amenaval a la preso. E puix havia hun ferre calent, e marcaven lo al front. «L'altre capitol es, que venien sos ribauts e llurs soldaders ab llurs cavalls, e entraven en nostres alberchs, e prenien nostres mullers e nostres infants, e gitaven nos de fora malament e desonradament; e prenien nostres draps e tot ço que haviem en nostres alberchs, e guastaven ho a llur servir; e quant s'en anaven, portaven s'en ço que vols semblava. «L'altre capitol, que si null hom havia bella muller o bella filla, entraven en l'alberch, e puix feyen ço ques volien de sa muller o de sa filla; e si lo senyor ne parlas, donaven li tants de colps tro quel lexaven mig mort. «L'altre capitol, quens feya nodrir truges: e deyen: «Aquestes truges deven fer aytants porcells, e al cap del any es vos mester que de aytants nos responats». E quant venia al cap del any, ell venia a aquell hom e deya: «Hon son nostres porchs que has nodrits al rey?». E el hom era mester quels retes resposta de aytants com los havia dit, sino metien lo en preso e tolien li lo seu. «L'altre capitol, que feya moneda dues vegades l'any, e donavans de aquella moneda per alberchs, segons quel alberch era rich o pobre: «Aytal alberch val dos onces; aytal alberch tres, o aytal quatre». Segons que era donaven los cinquanta sols de aquella moneda nova, en que no havia sino aram, per hun sol d'or. E quant venia a quatre o a cinch jorns, anaven sis sols a teri, e a deu o a dotze sols a teri. E axi destroya les gents e los tolia tot quant havien». Encara de moltes altres empremies e malvestats, que longa cosa seria a recomtar. | » |
| — Crònica de Bernat Desclot. Capítol LXXXVIII. Com los grans homens e totes les gents del regne de Cecilia trameteren llurs missatgers al rey En Pere d'Arago en Alcoyll. | |   |

## Revolta

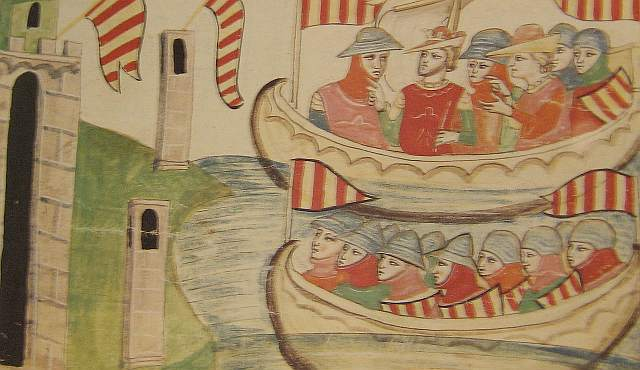
Desembarcament de Pere el Gran a Trapani. Es pot identificar el rei duent la corona.

La revolta de les Vespres Sicilianes, incitada per Joan de Pròixida, pren el nom del fet que va començar a l'inici de la pregària de vespres del Dilluns de Pasqua (30 de març de 1282) a l'església de l'Esperit Sant de Palerm. Dos mil francesos i güelfs sicilians van ser massacrats aquella nit i la següent, i molts altres en les sis setmanes següents, amb un recompte total de morts xifrat en quatre mil persones.

## Conseqüències
Pere el Gran, amb el suport econòmic de l'emperador de l'Imperi Romà d'Orient Miquel VIII Paleòleg, entrà a Sicília per Tràpena el 30 d'agost, aixecà el setge de Messina, entrà a Palerm el 4 de setembre i pocs dies més tard destruí l'estol angeví al combat de Nicòtena. Després del combat de Malta conquerí les illes de Malta i Gozzo.
De resultes d'aquest aixecament es produí la divisió del Regne de Sicília el 1282 en el Regne de Sicília peninsular o Regne de Nàpols, sota domini angeví; i el Regne de Sicília insular, sota domini català. L'incident va tenir conseqüències negatives per al Principat de Catalunya, ja que inicià la Guerra de Sicília i com a conseqüència, a causa de la força política del Papa, la Croada contra la Corona d'Aragó.
El papa Martí IV, que succeí Climent IV, va declarar el rei Pere el Gran privat dels seus regnes i donà la investidura del Regne de Sicília a Carles I d'Anjou, la qual cosa donà peu a la mencionada croada que acabà en desastre absolut per als croats, Felip III de França morí i el mateix Papa salvà la vida per concessió de Pere en la batalla del coll de Panissars. Carles va renunciar als seus drets pel Tractat de Tarascó el febrer del 1291.